# كنديان (فيروزكوه)
كنديان (بالفارسية: کندیان) هي قرية تقع في Poshtkuh Rural District في إيران. يقدر عدد سكانها بـ 62 نسمة بحسب إحصاء 2016.